# Голец (село)
Голец (болг. Голец) — село в Болгарии. Находится в Ловечской области, входит в общину Угырчин. Население составляет 224 человека.

## Политическая ситуация
В местном кметстве Голец, в состав которого входит Голец, должность кмета (старосты) исполняет Недялко Иванов Недялков (Болгарская социалистическая партия (БСП)) по результатам выборов.
Кмет (мэр) общины Угырчин — Валентин Стайков Вылчев (независимый) по результатам выборов.